# Андрес, Ивана
Ивана Андре́с Санс (исп. Ivana Andrés Sanz; род. 13 июля 1994, Айело-де-Мальферит) — испанская футболистка, защитник клуба итальянского «Интернационале» и сборной Испании. Чемпионка мира 2023 года.

## Клубная карьера
Андрес родилась в городе Айело-де-Мальферит, где начала заниматься футболом в местной команде «Айело», после чего присоединилась к колледжу Алемана (академии «Валенсии»). В сезоне 2009/10 она дебютировала за основную команду «Валенсии».
После нескольких лет в «Валенсии», являясь капитаном команды, перешла в «Леванте».

## Достижения
Сборная Испании
- Чемпионка мира: 2023
- Обладательница Кубка Алгарве: 2017

Сборная Испании (до 17)
- Чемпионка Европы (2): 2010, 2011